# SA Hermès
Die SA Hermès war ein belgischer Hersteller von Automobilen. Der Markenname lautete Hermès.

## Unternehmensgeschichte
Das Unternehmen aus der Rue Lairesse in Lüttich übernahm 1906 Mécanique et Moteurs und begann mit der Produktion von Automobilen. Es bestand eine Zusammenarbeit mit Hermes Italiana. 1907 wurde in Bressoux eine neue Fabrik mit einer Kapazität von 600 Fahrzeugen jährlich gebaut, allerdings wurde diese Menge an Fahrzeugen in einem Jahr nie erreicht. 1909 endete die Produktion. Am 2. August 1909 wurde das Unternehmen aufgelöst.
Es bestand keine Verbindung zur Hermes, die am gleichen Ort drei Jahre später unter dem gleichen Markennamen Fahrzeuge herstellte.

## Fahrzeuge
Das Modell 16/18 CV hatte einen Vierzylindermotor mit 4192 cm³ Hubraum und war baugleich mit dem Modell von Hermès Italiana. Daneben gab es die 12/14 CV und 20/24 CV. Die Fahrgestelle kamen von der Société Métallurgique Dyle et Bacalan.